# Doŭsk
Doŭsk (belarusiska: Доўск, samt även ryska: Довск: Dovsk) är en agropolis i Belarus. Den ligger i voblasten Homels voblast, i den östra delen av landet, 210 km öster om huvudstaden Minsk. Doŭsk ligger 167 meter över havet och antalet invånare är 1 840.

## Natur och klimat
Terrängen runt Doŭsk är mycket platt. Runt Doŭsk är det ganska glesbefolkat, med 21 invånare per kvadratkilometer.. Det finns inga andra samhällen i närheten.
I omgivningarna runt Doŭsk växer i huvudsak blandskog.